# 鬼沢慶一
鬼澤 慶一（おにざわ けいいち、1932年6月16日 - 2021年9月5日）は、日本の芸能ジャーナリスト、芸能評論家。芸能リポーターの草分け的存在だった。

## 人物
東京都出身。青山学院大学卒業後、スポーツニッポン新聞社に入社した。1965年に報知新聞社に移籍し、記者として活動した。1970年に報知を退社し、フリーの芸能評論家として活動を始める。1971年よりTBSのワイドショー『モーニングジャンボ』の初代リポーターとなる。辛口な評論と堂々とした取材ぶりで、「鬼の鬼澤」の異名をとった。『ザ・ベストテン』（TBS）の情報提供者としても知られている。
俳優の渥美清の結婚式に招待され友人代表として出席したが、鬼澤はその事を渥美の死まで公表することはなく、渥美の没後にその時の記念写真と共に初めて公開している。
2000年、いわゆる"おやじ狩り"に遭い全治3か月の重傷を負う。2001年の第19回参議院議員選挙では比例区に保守党から出馬するも落選した。
2021年9月5日、老衰のために東京都内の病院で死去した。89歳没。その訃報は2022年1月になって公表された。

## 出演番組

### テレビ
- モーニングジャンボ（TBS）
- 3時にあいましょう（TBS）
- ルックルックこんにちは（日本テレビ）
- 芸能社会（TBS）
- 進め!電波少年（日本テレビ）

### ラジオ
- ミュージック・ハイウェイ（TBSラジオ）
- 爆笑問題の日曜サンデー（TBSラジオ） - 「27人の証言」に山口百恵・萬屋錦之介の「証言者」としてや、"業界の鬼"に話を聞く「鬼スペシャル」（2010年2月21日放送）のゲストとしてたびたび出演していた。